# Manuel Antonio de la Cerda

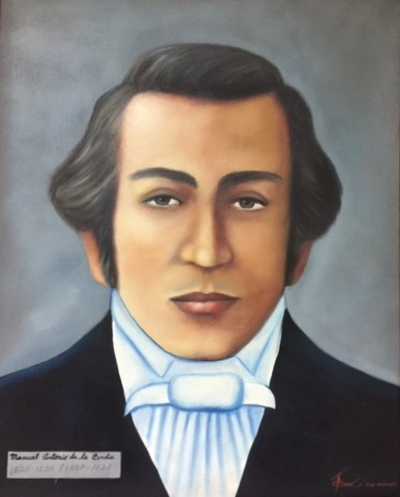
Manuel Antonio De la Cerda y Aguilar

Manuel Antonio de la Cerda y Aguilar (* 1780 in Granada, Nicaragua; † 29. November 1828 in Rivas) war vom 22. April 1825 bis 22. April 1826 Supremo Director der Provinz Nicaragua innerhalb der Zentralamerikanischen Konföderation.

## Leben
1811 im kolonialen Neuspanien war er Alcalde von Granada und nahm am Aufstand gegen die spanischen Behörden teil, zu welchen er selbst gehörte. Nach dem Scheitern des Aufstandes wurde er wegen Hochverrats zum Tod verurteilt, seine Strafe wurde in lebenslange Haft geändert, die er in Spanien verbringen sollte. Er verbrachte einige Jahre im Gefängnis, wurde 1817 begnadigt und kehrte 1820 nach Nicaragua zurück.
1823 vertrat er die Provinz Nicaragua bei der verfassungsgebenden Versammlung der Zentralamerikanischen Konföderation.
Nach einem Bürgerkrieg 1824 wurde er zum ersten Supremo Director der Provinz Nicaragua ernannt. Er trat dieses Amt am 25. April 1825 an. Er machte seinen Vetter Juan Argüello del Castillo y Guzmán zu seinem Stellvertreter. Dieser formulierte eine Anklage gegen ihn vor der verfassungsgebenden Versammlung, welche Cerda daraufhin entließ und Juan Argüello zum Supremo Director machte.
Der Bürgerkrieg brach erneut aus und Cerda wurde von den Cabildos de Españoles von Managua und Rivas das Amt des Supremo Directors angetragen, das er im Februar 1827 annahm. Juan Argüello wies die Aufforderung zurückzutreten zurück und intensivierte den Bürgerkrieg.
Im Juni 1828 gab es in Managua einen Aufstand gegen Cerda, den er niederschlagen lassen konnte und entschied sich nach Rivas zu übersiedeln, von wo er Granada belagern ließ. Nach wenigen Monaten gab es eine Verschwörung, die von Damiana Palacios de Gutiérrez, der Witwe eines kolumbianischen Beamten, initiiert wurde, welchen Cerda hatte füsilieren lassen.
Den Verschwörern gelang es Cerda gefangen zu nehmen. Cerda wurde in Rivas erschossen.